# 龍巖浦事件
龍巖浦事件是发生于1903年，大日本帝国和沙俄的一次外交纠纷。

## 背景
义和团运动爆发，俄罗斯16万军队出兵满洲，1900年9月对外宣布如果恢复了秩序即刻退兵，但同年11月关东长官阿列克塞夫與中国的奉天长官临时签定了《俄中密约》（第一次），将满洲置于俄国的军政管辖之下，但李鸿章对密约不予承认。后在列强要求下，俄國1902年10月8日第一次撤军，但是到1903年4月8日第二次撤兵期限到来时却拒绝撤军，反而向清朝提出了东三省划为俄国势力范围等7条要求，引起对满洲同样有興趣的日本等国不满。

## 经过
1903年（明治三十六年）5月，数十名俄军士兵以保护森林为名，进入大韩帝国平安北道的鸭绿江口左岸的龙岩浦（新义州外港）驻扎。8月沙俄的木材公司与大韩帝国的森林监督就该地租借问题缔结条约，并设置仓库。当时和桂太郎、小村寿太郎同称为“朝鲜三男”的林权助公使向大韩帝国提出抗议，英美两国也担心俄罗斯的扩张，表示反对。俄国方面雇用了中国的马贼经营伐木业，而且传说在营建工事中修造了炮台，引起参谋本部的重视，使日俄关系迅速恶化。这也成为日俄战争爆发的一个导火索。